# Första internationalen
Första internationalen, egentligen Internationella arbetarassociationen, var en sammanslutning som på initiativ av franska och engelska arbetare grundades den 28 september 1864, av bland andra Pierre Joseph Proudhons och Michail Bakunins lärjungar samt Karl Marx och Friedrich Engels, och som kom att få stor symbolisk betydelse för arbetarklassens kamp. Särskilt den första tiden hade man årliga kongresser: 1866 i Genève, 1867 i Lausanne, 1868 i Bryssel och 1872 i Haag.
Första internationalen upplöstes 1876 i Philadelphia, USA. 

Spanska Internationalavdelningens emblem.

| ”           | Arbetarklassens frigörelse måste vara dess eget verk. | „ |
| – Karl Marx |                                                       |   |

## Ur Internationalens stadgar
"Betänk,
- Att arbetarklassens frigörelse måste erövras av arbetarklassen själv, att kampen för arbetarklassens frigörelse inte är en kamp för klassprivilegier och monopol, utan för lika rättigheter och plikter, och för avskaffandet av allt klassherravälde;
- Att arbetarens ekonomiska underkastelse under den som tillägnat sig monopolet på arbetsmedlen, det vill säga livskällorna, utgör grunden för slaveriet i alla dess former, för allt socialt elände, allt andligt förfall och politiska beroende;
- Att arbetarklassens ekonomiska frigörelse därför är det stora mål till vilket varje politisk rörelse, som medel, måste vara underordnat;
- Att alla ansträngningar för att nå detta stora mål hittills misslyckats till följd av bristen på solidaritet mellan [arbetarna i] den mångfaldiga arbetsfördelningen i varje land, och till följd av frånvaron av ett broderligt förbund mellan arbetarklassen i skilda länder;
- Att arbetets frigörelse varken är en lokal eller nationell, utan en social fråga, som omfattar alla länder där det moderna samhället förekommer, och vars lösning avhänger en såväl praktisk som teoretiskt samverkan mellan de mest framskridna länderna;
- Att det nuvarande återuppvaknandet för arbetarklassen i Europas mest industrialiserade länder väcker nya förhoppningar, samtidigt som det är en allvarlig varning mot ett återfall till gamla fel, och gör det nödvändigt att omedelbart sammansluta de alltjämt avskilda rörelserna;

Av dessa skäl har Den Internationella Arbetarassociationen grundats."

## Historia och påverkan på senare rörelser
Idén föddes på ett möte i London 1863 av arbetarna Tolain, Perrachon och Limousin. Det första och konstituerande mötet hölls på Saint Martin's Hall, London 1864. Den första socialistiska internationalen, Internationella arbetarassociationen, gjorde anspråk på att försöka samla alla världens socialister i en organisation, men redan på ett tidigt stadium kom dess anhängare att delas upp i flera läger. Viktigast blev motsättningen mellan Bakunins anhängare, som motsvarar dagens anarkister, och anhängarna av Marx teorier, som senare utvecklades till kommunism och i viss mån till socialdemokrati. Marx ansåg att en majoritetsstyrd arbetarstat och en ekonomi som präglas av statsegendom är ett nödvändigt steg på vägen till det fullständiga avskaffandet av klassamhället och staten. Anarkisterna ville ha världsrevolution och varnade för att behålla staten och gå den parlamentariska partivägen. "Arbetarklassens frigörelse måste vara dess eget  verk", som Marx ofta sade och skrev. Även andra strömningar deltog, som blanquister, anhängare till Louis Auguste Blanqui, som menade att revolutionärerna under en övergångsperiod måste upprätta en minoritetsstyrd diktatur.

### Marxism och socialdemokrati

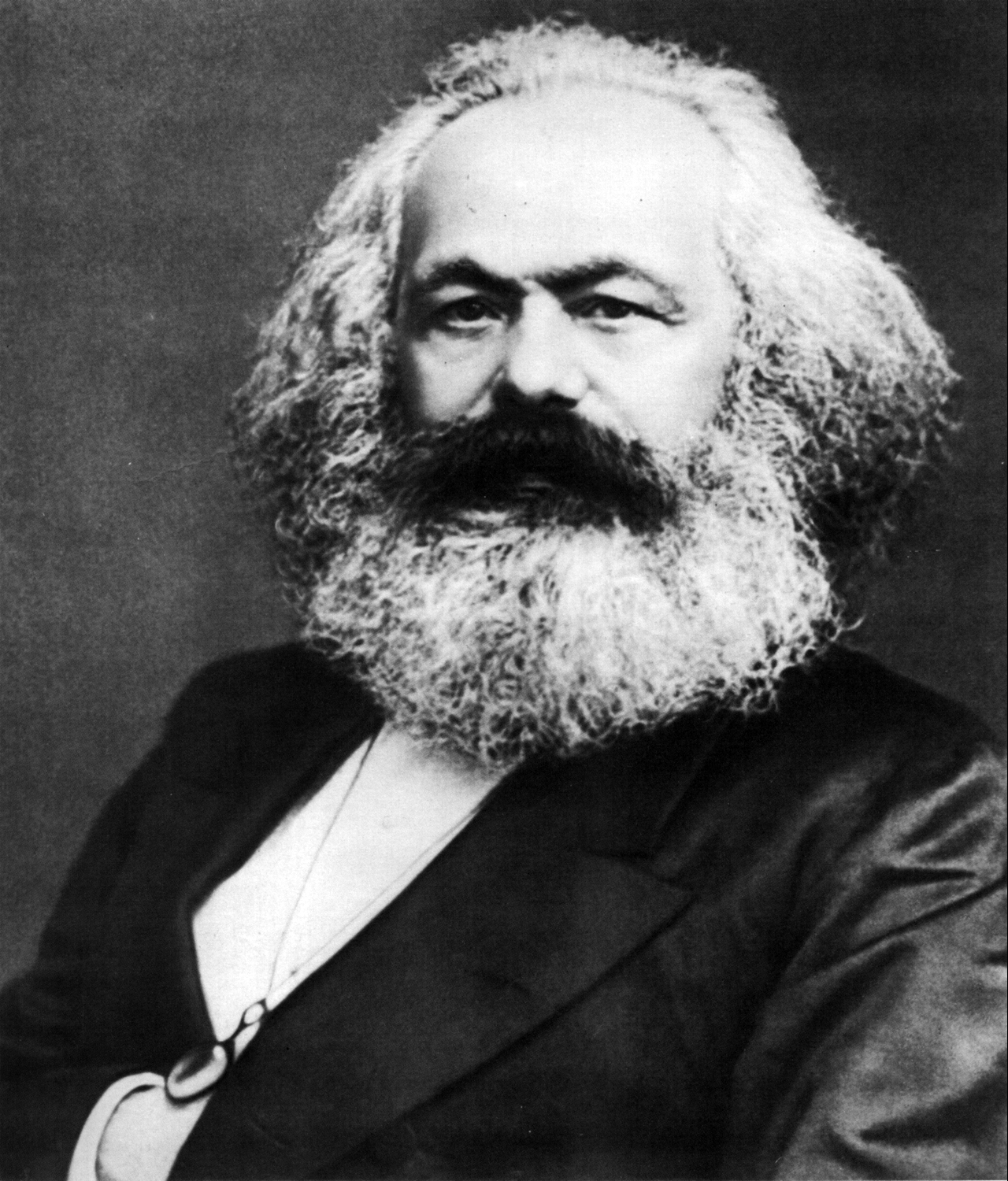
Karl Marx 1818-1883

Den marxistiska grenen (till skillnad från den anarkistiska/frihetliga) företräddes inom Internationella arbetarassociationen främst av Karl Marx och Friedrich Engels. Denna gren kom att grunda andra internationalen år 1889. Senare splittrades den i sin tur upp i två delar: den reformistiska socialdemokratin och den revolutionära socialismen. Socialdemokratin kom att anpassa och ompröva Marx och Engels grundtankar efter det egna landets förutsättningar, och under 1900-talet övergick man i många länder gradvis till att tala om kapitalism med socialistiska inslag (genom till exempel progressiv inkomstskatt och offentlig sektor). Den revolutionära socialismen finns numera i många olika varianter, och marxismens sociologi har inte minst i den akademiska världen ett grundmurat rykte tillsammans med Émile Durkheim och Max Weber som grundare av den vetenskapliga inriktningen sociologi (samma tänkare beskrivs ofta som teoretiskt grundläggande inom samhällsvetenskaperna generellt).

### Bakunism och syndikalism

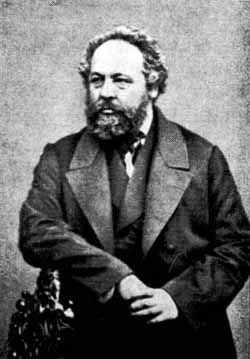
Michail Bakunin 1814-1876

Den frihetliga grenen leddes inom Internationella arbetarassociationen främst av Michail Bakunin. Bakunisterna var i majoritet och marxisterna i minoritet. Marx hade främst anhängare i Tyskland och England, medan Bakunins anhängare kom från Frankrike, Italien, Spanien och Schweiz - organisationer med c.a 1 miljon medlemmar. Denna gren var mycket löslig och kom att breddas under 1900-talet till att innefatta allt från syndikalism till anarkoprimitivism. Den frihetliga socialismen har kommit att få fotfäste även utanför arbetarrörelsen, i rörelser som växte fram samtidigt som välståndet ökade i västvärlden, till exempel miljörörelsen, djurrättsrörelsen och kvinnorörelsen. Den frihetliga socialismen har gjort sig gällande utanför parlamentarismens domäner, varför den också räknas som utomparlamentarisk.

### Jura-federationen
Jura-Federationen (franska: Fédération jurassienne) var en avdelning i den federalistiska och anarkistiska flygeln av Första internationalen och den byggde till stor del på urmakarna i Jura-bergskedjan i Schweiz. Jura-federationen bildades den 9 oktober 1870 vid ett möte i Saint-Imier som lokala delar av IWA. Den uteslöts ur IWA tillsammans med andra anarkistiska sektioner efter Haag kongressen 1872. Anarkister i Jura-federationen som James Guillaume skulle spela en viktig roll i Peter Kropotkins omvändelse till anarkismen. I ”En revolutionärs memoarer”  skriver Kropotkin att ”de jämställda relationer som jag fann i Jurabergen, de oberoende tankar och uttryck som jag såg utvecklas hos arbetarna och deras obegränsade hängivenhet till saken vädjade mycket starkt till mina känslor; och när jag kom ner från bergen efter en veckas vistelse med urmakare avgjordes mina åsikter om socialismen. Jag var en anarkist.” Pierre-Joseph Proudhon och Michael Bakunin, med flera, ska också ha varit på besök här vid olika tidpunkter.

### Andra strömningar

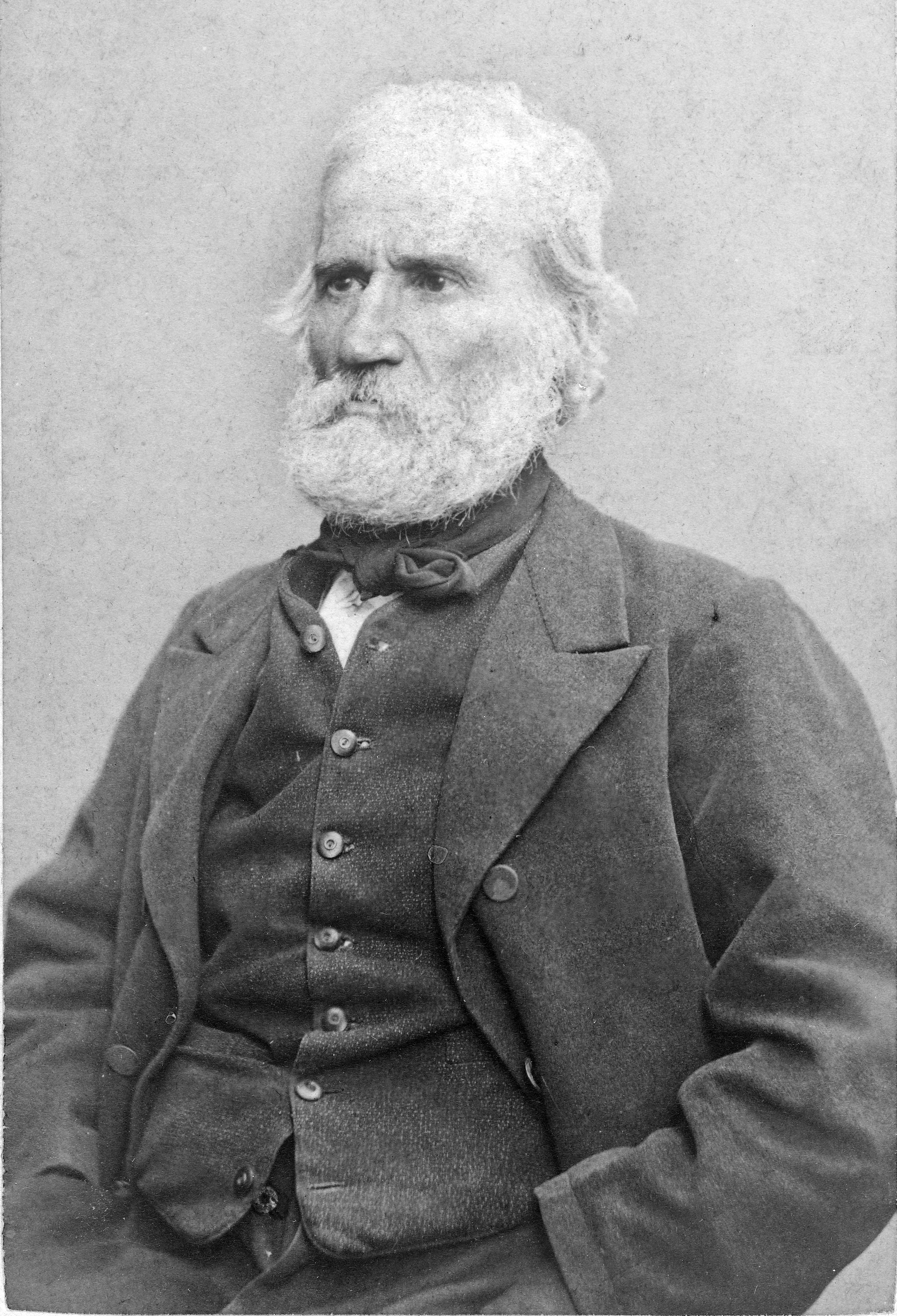
Louis Auguste Blanqui 1805 – 1881

Första internationalen hade också från och till åtskilliga medlemmar som varken var marxister eller bakunister. I en del fall ledde motsättningar även till att sådana grupper uteslöts eller bröt sig ur. Exempelvis uteslöts i USA ett par lokalavdelningar, som dominerades av kvinnor och som såg kravet på kvinnlig rösträtt som ett av de viktigaste.
Blanquisterna utgjorde under en tid en av de mer påtagliga övriga strömningarna. Visserligen hade Internationalen redan från början i sina stadgar tagit avstånd från Blanquis grundläggande tankar, genom att slå fast att arbetarklassens befrielse måste vara dess eget verk; se ovan.  Blanqui trodde inte att revolutionen kunde komma till stånd genom ett allmänt uppror. Han hävdade att revolutionen måste genomföras av en liten grupp medvetna revolutionärer, som sedan under en tid skulle etablera en sorts upplyst despotism, en diktatur, där de oupplysta massorna skulle uppfostras till att förstå och omfatta det nya samhällets principer om egendomsgemenskap ("kommunism"). Blanqui fick som skriftställare i Paris stort inflytande bland kommunarderna. Visserligen satt han vid tiden för det uppror som ledde till Pariskommunen fängslad, efter ett av sina många misslyckade försök att ta makten i en kupp; men han sågs ändå som ledare och inspiratör av många av deltagarna i det allmänna upproret, trots att detta i praktiken inte alls stämde med hans teorier. Efter kommunens fall flydde eller landsförvisades många kommunarder, och åtskilliga av dem slöt sig till Internationalen. Blanquismen var stark bland dessa.
Enligt Engels beskrivning, anslöt sig senare vissa av blanquisterna till bakunisterna, medan andra bröt sig ur och försökte upprätta en egen organisation. De kallade sig själva "ateister, kommunister och revolutionärer. Som självständig politisk rörelse fortlevde blanquismen i Frankrike till 1901, då det gick upp i det franska socialistpartiet. De fick inga direkta efterföljare; men de kan ha påverkat en senare generations kommunister. Oavsett om det handlar om en direkt påverkan eller om idéer som utvecklats oberoende, påminner teorierna från 1920-talet och framåt om kommunistpartiet som "proletariatets förtrupp" och särskilt de praktiska tillämpningarna av "proletariatets diktatur" mycket om Blanquis tankar.

### Klasskampen i Europa
Internationalen upprättade sektioner i många länder och man gjorde uttalanden om och insatser för tidens strejker och konflikter och deltog även i Pariskommunens strider 1871.
Internationalens fiender gjorde sig ofta överdrivna föreställningar om organisationen, som enbart genom sin existens kunde sätta skräck i Europas borgarklass på den tiden. Bl.a. cirkulerade länge ett rykte om "Internationalens guld". Säkerhetspoliser som vid en husrannsakan trodde sig ha funnit denna skatt i en kista blev emellertid besvikna då kistan endast innehöll stenkol.
1872 uteslöts Michail Bakunins anhängare av Marx. Därefter flyttade Marx Internationalen till New York där den tynade bort, och 1876 fanns den inte längre. Bakunins organisation överlevde däremot, och tände den första gnistan i det som skulle bli Spanska revolutionen. Anarkistinternationalen (IFA, AI) bildades 1872 och  Syndikalistinternationalen (IAA) 1922; bägge dessa organisationer finns kvar med sporadiska kongresser.
Andra internationalen bildades 1889 i Paris.

## Arbetarhymnen
Arbetarklassens främsta hymn "L'internationale" Internationalen skrevs av Eugène Pottier i juni 1871 i samband med Pariskommunen. Sångens titel refererar till Första internationalen.

## Kända medlemmar
| - Michail Bakunin - Edward Spencer Beesly - Paul Brousse - Carlo Cafiero - Randal Cremer - Victor Prosper Considérant - Emanouil Dadaoglou - Louis Charles Delescluze - Joseph Dietzgen - Élisabeth Dmitrieff - Stephen Pearl Andrews. - Joseph Déjacque - Johann Eccarius - George Engel - Friedrich Engels | - Giuseppe Fanelli - Leó Frankel - Désirée Gay - William Batchelder Greene - Hermann Greulich - James Guillaume - Pjotr Kropotkin - Louis Kugelmann - Paul Lafargue - Victor Le Lubez - Gustave Lefrançais - Nathalie Lemel - John Bedford Leno - Friedrich Lessner | - Wilhelm Liebknecht - Charles Longuet - Errico Malatesta - Karl Marx - Sergey Netjajev - George Odger - August Palm - Louis Pio - Eugène Pottier - Lysander Spooner - Friedrich Sorge - Édouard Vaillant - Jules Vallès - Joseph Weydemeyer |